# Dolor (Van Gogh)
Dolor es un dibujo de Vincent van Gogh realizado en 1882.
Esta obra fue creada dos años después de que van Gogh decidiera convertirse en artista. El dibujo representa una mujer embarazada de 32 años, Clasina Maria Hoornik, conocida como «Sien». Dolor es ampliamente reconocida como una obra maestra del dibujo, la culminación de un largo proceso de aprendizaje técnico por parte de Van Gogh. El dibujo es parte de la colección Garman Ryan exhibida en la Nueva Galería Walsall de Arte. Anteriormente perteneció a la colección privada de la artista Sally Ryan, quien tuvo el cuadro colgado en su suite en el Hotel Dorchester en Londres.
Es parte de una serie de trabajos en los que van Gogh utilizó a Sien Hoornik como modelo.
El dibujo es mencionado en varias cartas de van Gogh. Aparentemente, tenía una alta opinión de este dibujo y lo describía como «la mejor figura que he dibujado». En otra carta de julio de 1882, van Gogh escribe: «Quiero hacer dibujos que conmuevan a la gente. 'Dolor' es un inicio [...] hay al menos algo que viene directamente de mi propio corazón». La obra lleva el número F929a en el catálogo razonado de Jacob Baart de la Faille.

## Relación con Sien
Se ha señalado que van Gogh conoció a Sien Hoornik vagando por las calles de La Haya con su hija Maria Wilhelmina de 5 años de edad en enero de 1882. Hoornik se encontraba en la indigencia y estaba embarazada, tenía problemas de alcoholismo y al parecer trabajaba como prostituta. Van Gogh cuidó de Hoornik entre 1882 y 1883, presuntamente movido por la compasión y por su sentido del deber. Desde la perspectiva de Hoornik, esta relación no parece haber sido más que una solución conveniente para una situación muy difícil. A pesar de eso, se cree que van Gogh llegó a pensar en casarse con ella. En definitiva, van Gogh refugió a Hoornik y a cambio ella modeló para él.
En julio de 1882 Hoornik dio a luz a un niño, Willem, en la Maternidad de Leiden. Luego del nacimiento ella y van Gogh se mudaron a un departamento con estudio. Al parecer, se trató de un período de felicidad en la vida de van Gogh. A principios de 1883 Hoornik comenzó a beber nuevamente y a ejercer la prostitución, deteriorándose la relación entre ambos. Van Gogh comenzó a tener crecientes dificultades para soportar a Hoornik y sus hijos, y en septiembre de 1883 van Gogh partió para proseguir su carrera. En 1904 Clasina Maria Hoornik se suicidó arrojándose al río Escalda, en Róterdam.

## Simbolismo

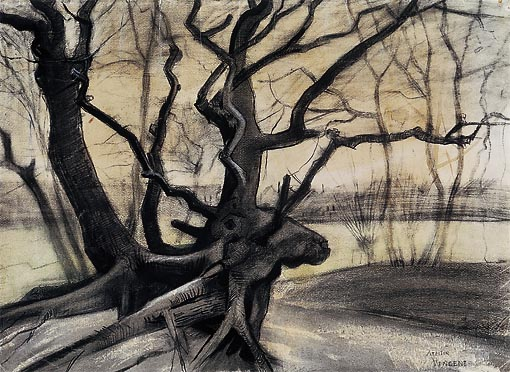
Raíces de árbol en suelo arenoso (Les racines).

Al parecer Dolor fue realizado en la primavera de 1882, entre el encuentro con Hoornik en enero y el nacimiento de su hijo en julio. Este hecho es mencionado en una carta al hermano de Vincent van Gogh, Theo, fechada en abril de 1882. Esta hipótesis se refuerza por la presencia de flores pequeñas y pimpollos en el dibujo. Aunque la sensación general que provoca la obra es de desolación, la presencia de flores primaverales señala la posibilidad de redención. Van Gogh representa a Sien Hoornik como una mujer marcada por la vida, y ve semejanzas con sus propios dibujos de árboles viejos devastados por la naturaleza, tales como Raíces de árbol en suelo arenoso ("Les racines"), de ese mismo año. Van Gogh escribe:

Quería expresar algo acerca de la lucha por la vida, tanto en esa delgada y pálida figura femenina como en esas raíces negras y retorcidas con sus nudos.

En el dibujo se encuentra escrita la frase "Comment se fait-il qu'il y ait sur la terre une femme seule?", cuya traducción al español es "¿Cómo puede existir sobre la Tierra una mujer sola?", que es una cita del libro "La femme" del historiador francés Jules Michelet, contemporáneo de van Gogh. Esta frase provee una clave para entender algunos de los tópicos de los primeros trabajos de van Gogh, y su convicción acerca de la pobreza como causa de la prostitución, entre otros.

## Versiones alternativas

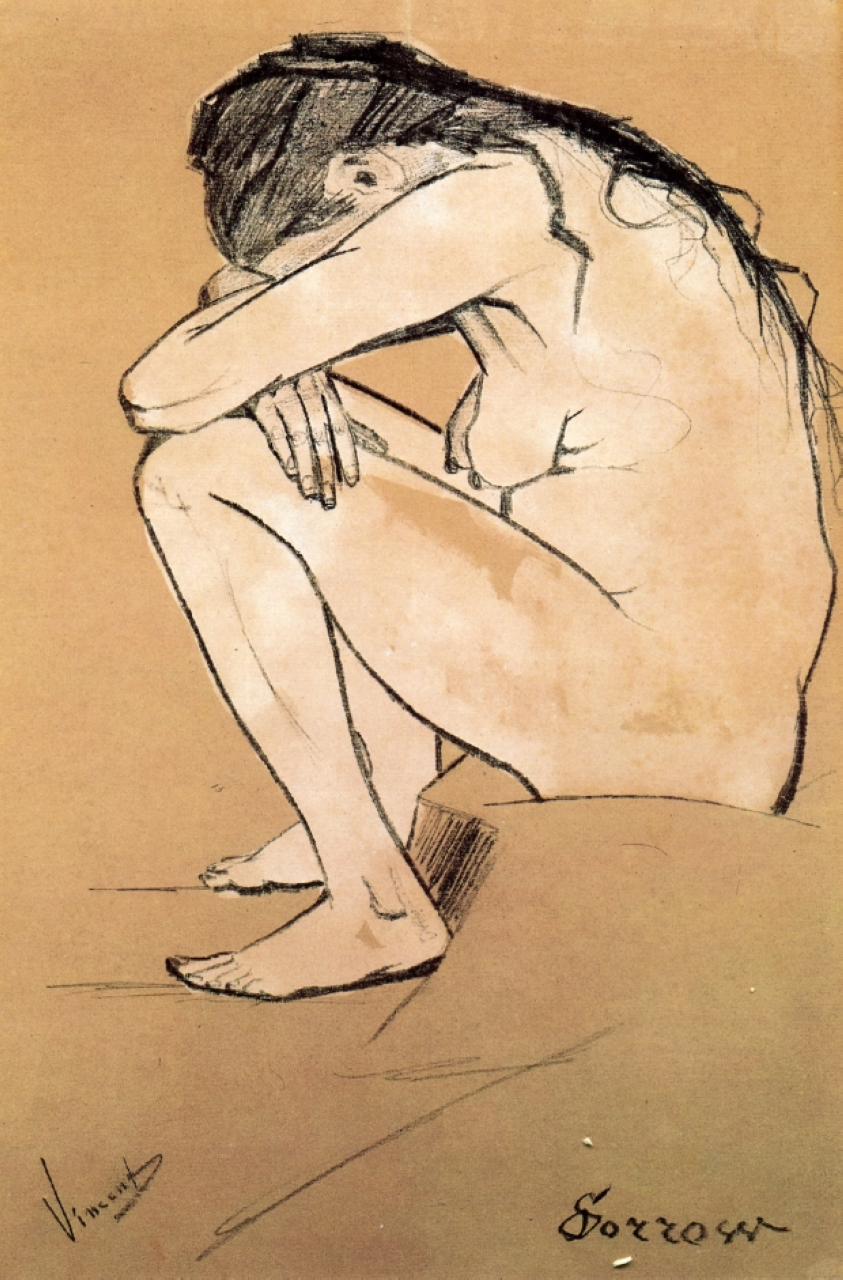
La versión perdida (F929)

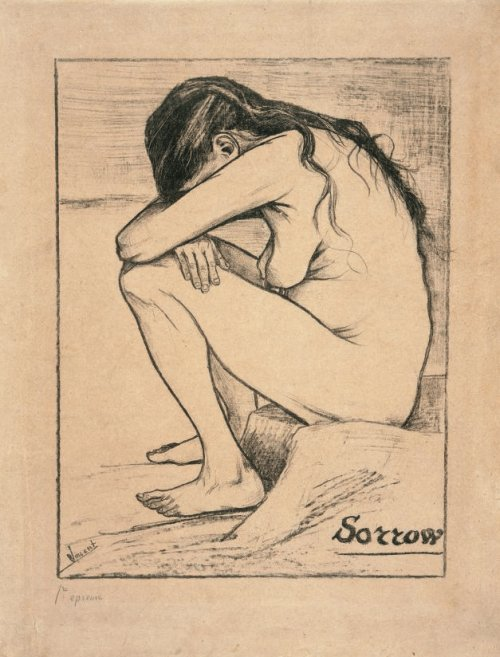
Una impresión (F 1655, JH 259)

Cuatro versiones de Dolor fueron reportadas, todas ellas de mediados de abril de 1882: el dibujo original y dos versiones más que fueron realizadas cuando Van Gogh se dio cuenta de que el original había quedado apretado entre dos hojas de papel sobre cuya impresión pudo trabajar. Diez días después de realizado el dibujo original, trabajó en otra versión más grande con el mismo motivo. La versión más grande es mencionada por Van Gogh en una carta a Theo con fecha del 1 de mayo de 1882. Allí escribe:

He terminado dos grandes dibujos. El primero, 'Dolor', pero en un formato más grande, la silueta sola sin nada alrededor de ella. Pero la pose ha sido alterada de alguna manera, el cabello no cuelga desde la espalda hacia el pecho, parte de él en una trenza. Esto trae a la vista el hombro, el cuello y la espalda. Y la figura ha sido dibujada con mayor cuidado.

La localización de esta versión alternativa es desconocida y podría ya no existir en la actualidad.
Otro de los dibujos mencionados como enviado a su hermano en una carta del 10 de abril de 1882 se considera perdido.
Versiones impresas de Dolor se encuentran en la colección del Museo Van Gogh, en Ámsterdam (que posee dos copias), y en el Museo de Arte Moderno, en Nueva York.